# Joseph Kabui
Joseph Kabu (ur. we wrześniu 1954 w Onovo na Bougainville, zm. 7 czerwca 2008) – polityk, przywódca secesjonistów z wyspy Bougainville’a.
Od wyborów z czerwca 2005 pełnił funkcję prezydenta wyspy mającej autonomię w ramach Papui-Nowej Gwinei.